# Coryphantha echinus
Coryphantha echinus là một loài thực vật có hoa trong họ Cactaceae. Loài này được (Engelm.) Orcutt mô tả khoa học đầu tiên năm 1922.